# マリヤ・スターリツカヤ
マリヤ・スターリツカヤまたはマリヤ・ウラジーミロヴナ（ロシア語:Мария Старицкая, 1560年頃 - 1610年5月13日）は、モスクワ・ロシアのツァーリ・イヴァン4世の従弟であるスターリツァ公ウラジーミルの娘、母は公女エウドキヤ・オドエフスカヤ。モスクワのリューリク朝最後の直系子孫。

## 生涯
幼いころに両親はイヴァン4世によって処刑されており、兄弟姉妹も亡くなってスターリツァ公家の唯一の生き残りとなっていた。1574年4月12日、イヴァン4世がリヴォニア戦争の戦略の一環として傀儡に立てたリヴォニア王マグヌス（デンマーク王クリスチャン3世の王子）とノヴゴロドで結婚した。夫の死後、敵に囲まれて窮地にあったマリヤは、イングランド人使節ジェローム・ホーセイによってクールラントから救出されて、モスクワの摂政ボリス・ゴドゥノフの許に連れ戻された。ホーセイは彼女との結婚を望んだか、ボリスはイングランド人で騎士身分に過ぎないホーセイに、これを許さなかった。その後、マリヤは至聖三者聖セルギイ大修道院の近くにある女子修道院に入った。1609年にマリヤはツァーリを僭称する偽ドミトリー2世の支持者となったらしい。
夫との間に2人の娘をもうけたが、いずれも早くに亡くなった。
- マリー（1580年頃 - 1597年頃）
- ユードクシア（1581年頃 - 1588年頃）

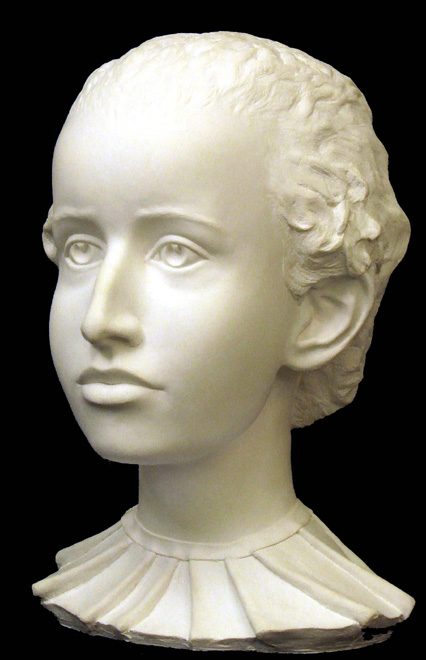
頭蓋骨を元に復元されたマリヤ・ウラジーミロヴナの容貌